# ぼくらのルール
「ぼくらのルール」は2004年3月24日に発売された斉藤和義24作目のシングル。

## 解説
前作から1年振り、アルバム「青春ブルース」の先行シングル。

## 収録曲
全曲　作詞・作曲・編曲：斉藤和義
1. ぼくらのルール（3：52）[2]
2. はぐれ雲（3：59）[2]
3. ジレンマ（ライヴ）（6：53）[2]

## タイアップ
「はぐれ雲」…「NTTマーケティングアクト北陸」CMソング